# Magyar Hírlap (napilap, 1891–1938)
A Magyar Hírlap 1891 és 1938 között magyar nyelvű napilapként jelent meg Budapesten.

## Története
A folyóirat 1891-ben kezdte működését Apponyi Albert gróf vezetésével, első főszerkesztője Horváth Gyula, a Szabadelvű Párt országgyűlési képviselője volt. A lap riválisaihoz képest alacsony, 1910-ben kevesebb mint 20 000 fős olvasótáborral rendelkezett, mely elsősorban fővárosi polgári értelmiségiekből állott. Változékony politikai irányvonalat képviselt, de leginkább a liberális ellenzéki beállítottság jellemezte.
A lap szerkesztősége és kiadóhivatala a József körút 47. szám alatt működött. Kiadótulajdonosa a budapesti székhelyű Magyar Hírlap kiadó részvénytársaság volt.
A folyóirat 1938-ban tőkehiány miatt megszűnt.